# Нестримні серця
Нестримні серця — драма 2000 року.

## Сюжет
Двоє молодих ковбоїв — Джон Греді Коул і Лейсі Роулінс — залишають рідний Техас заради пошуку пригод та нових друзів у Мексиці. І, звичайно, з легкістю знаходять і те, і інше у цьому красивому і суворому краю. Там, у преріях, де пасуться стада прекрасних диких мустангів, Коул закохується в дочку багатого ранчеро. Але зв'язок грінго і мексиканки — це табу. Не в силах приборкати свою пристрасть, Коул накликає на себе, свою любов і своїх друзів смертельну небезпеку.